# Дипломатически корпус
Дипломатически корпус (на френски: corps diplomatique, CD) е дипломатическият персонал на дипломатическите представителства, намиращи се в дадена страна. В тесен смисъл това са главите (шефовете) на дипломатическите мисии в тяхната съвкупност, като се включват и шарже д'афер (временно оглавяващите мисията); в широк смисъл това са всички членове на дипломатическия персонал, подчинени на главата на дипломатическите мисии.
В съответствие с установената практика към дипломатическия корпус се отнасят лицата, заемащи длъжността съветник-посланици, съветници, първи, втори и трети секретари и аташета. В широк смисъл към дипломатическия корпус се отнасят също и лицата, ползващи и се от дипломатически статут: военни, военновъздушни, военно-морски и полицейски аташета и техните помощници, специалисти, назначавани на дипломатически длъжности, ръководители на търговски представителства и техните заместници (по договореност с с приемащата страна), членовете на семействата на всички изброени по-горе лица (съпруги и деца, при това синовете – до достигане на пълнолетие, а неомъжените дъщери – независимо от възрастта).
Дирекция „Държавен протокол“ при МВнР съставя и поддържа справочник на дипломатическия корпус в Република България.